# Ostert
Ostert (lb. Ousterbuer) – mała miejscowość (lieu-dit) we wschodnim Luksemburgu, w kantonie Diekirch, w gminie Vallée de l’Ernz. Do 3 października 2015 miejscowość leżała w dystrykcie Diekirch, a do 31 grudnia 2011 należała do gminy Medernach.  